# IWI Negev
La mitrailleuse légère IWI Negev est une arme israélienne fabriquée par les IWI. Elle utilise la munition de 5,56 mm Otan.

## Historique
Au début des années 1990, Tsahal décide d'adopter une mitrailleuse légère en 5,56 mm. Elle utilise d'abord quelques FN Minimi belges. Vers 1995, elle opte pour un modèle national et collabore avec IMI pour la mise au point.
En comptant son pays d'origine, les IMI Negev sont actuellement en service dans les armées des pays suivants :
- Colombie -   Utilisation dans le conflit armé colombien.
- Costa Rica
- Côte d'Ivoire
- Géorgie
- Estonie
- Israël - Utilisation dans les Seconde Intifada et conflit israélo-libanais de 2006.
- Thaïlande - Emploi lors du Coup d'État de septembre 2006 en Thaïlande et contre les séparatistes musulmans habitant l'ancien royaume de Patani.
- Paraguay
- République démocratique du Congo

## Description

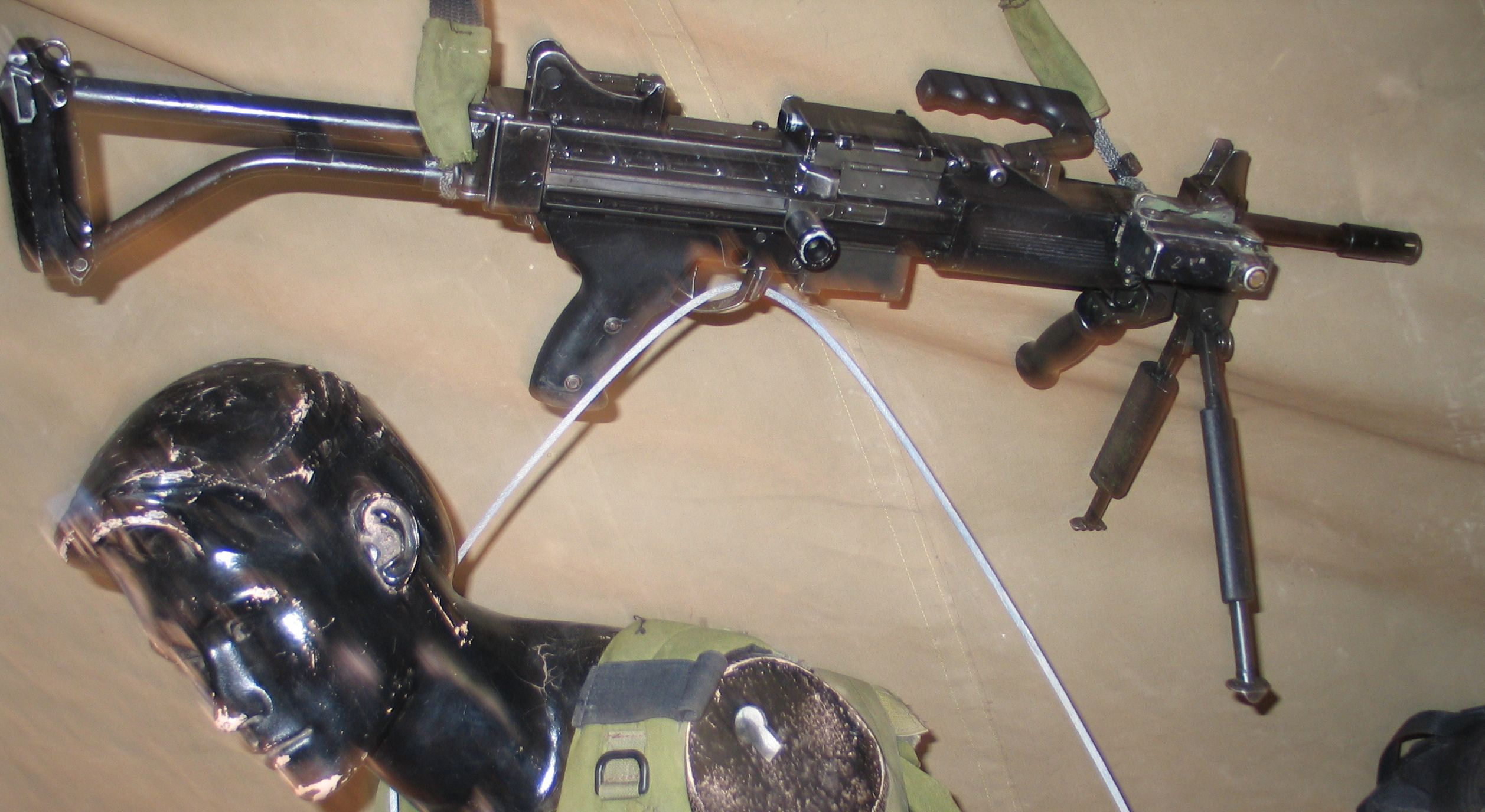
Negev avec le canon court monté.

À l’instar de la plupart des armes automatiques, le Negev utilise un système de rechargement par emprunt de gaz. Celui-ci a toutefois la particularité de disposer d’un régulateur à trois positions contrôlant la quantité de gaz utilisée pour repousser le piston. Ce système est prévu pour compenser une éventuelle perte de mobilité du piston causée par friction dans le cas où l’arme serait encrassée, mais il peut aussi servir de sélecteur de cadence de tir pour passer de 650-800 à 800-950 coups par minute ; la troisième position sert à bloquer le système afin de pouvoir tirer des grenades à fusil.
Le Negev peut tirer des cartouches de 5,56 × 45 mm OTAN ou de .223 Remington M193. L’utilisation de l’une ou de l’autre nécessite toutefois de changer le canon, celui-ci étant rayé différemment pour chacune des deux munitions. L’arme accepte des munitions sous forme de bandes ou de magasins, ces derniers étant les mêmes que ceux du fusil Galil. Un canon court et un canon long sont par ailleurs disponible : avec le premier et un magasin de Galil, le Negev peut ainsi être utilisé comme un fusil d’assaut.

### Caractéristiques techniques
| Modèle              | Negev (canon long)                                                       | Negev (canon court)                                                      |
| ------------------- | ------------------------------------------------------------------------ | ------------------------------------------------------------------------ |
| Longueur            | 1 020 mm                                                                 | 890 mm                                                                   |
| Masse à vide        | 7,2 kg                                                                   |                                                                          |
| Fonctionnement      | rechargement par emprunt de gaz et culasse ouverte                       | rechargement par emprunt de gaz et culasse ouverte                       |
| Modes de tir        | Automatique                                                              | Automatique                                                              |
| Longueur canon      | 460 mm                                                                   | 330 mm                                                                   |
| Rainurage du canon  | 6 rainures vers la droite, 17,78 cm pour un tour (30,48 cm avec la M193) | 6 rainures vers la droite, 17,78 cm pour un tour (30,48 cm avec la M193) |
| Cartouche           | 5,56 × 45 mm OTAN ou .223 Remington M193                                 | 5,56 × 45 mm OTAN ou .223 Remington M193                                 |
| Alimentation        | bandes ou magasins de fusil Galil                                        | bandes ou magasins de fusil Galil                                        |
| Cadence de tir      | 600-950 cps/min                                                          | 600-950 cps/min                                                          |
| Vitesse à la bouche | 1 000 m/s                                                                | 850 m/s                                                                  |